# Reuniune (matematică)

Reuniunea a două mulțimi:

Reuniunea a trei mulțimi:

Reuniunea mulțimilor A, B, C, D și E este totul, mai puțin suprafața albă

În teoria mulțimilor, reuniunea (notată cu ∪) a unei colecții de mulțimi este mulțimea tuturor elementelor din colecție. Este una dintre operațiile fundamentale prin care mulțimile pot fi combinate și legate între ele.

## Reuniunea a două mulțimi
Reunirea a două mulțimi A și B este mulțimea de elemente care sunt în A, în B sau și în A, și în B. În simboluri:
{\displaystyle A\cup B=\{x:x\in A{\text{  or  }}x\in B\}}.
De exemplu, dacă A = {1, 3, 5, 7} iar B = {1, 2, 4, 6, 7}, atunci A ∪ B = {1, 2, 3, 4, 5, 6, 7}. Un exemplu mai elaborat (care implică două mulțimi infinite) este:
A = {x este un întreg par mai mare ca 1}
B = {x este un întreg impar mai mare ca 1}
{\displaystyle A\cup B=\{2,3,4,5,6,\dots \}}
Ca un alt exemplu, numărul 9 nu este cuprins în reuniunea mulțimii numerelor prime {2, 3, 5, 7, 11, ...} și a mulțimii de numere pare {2, 4, 6, 8, 10 , ...}, deoarece 9 nu este nici prim și nici par.
Mulțimile nu pot avea elemente duplicate, deci reuniunea mulțimilor {1, 2, 3} și {2, 3, 4} este {1, 2, 3, 4}. Aparițiile multiple ale elementelor identice nu au niciun efect asupra cardinalității unei mulțimi sau a conținutului acesteia.

## Proprietăți algebrice
Reuniunea binară este o operație asociativă; adică pentru orice mulțimi A, B și C,
{\displaystyle A\cup (B\cup C)=(A\cup B)\cup C.}
Operațiile pot fi efectuate în orice ordine, iar parantezele pot fi omise fără ambiguitate (adică oricare expresie dintre cele de mai sus poate fi exprimată echivalent ca A ∪ B ∪ C). În mod similar, reuniunea este comutativă, astfel încât mulțimile pot fi scrise în orice ordine.
Mulțimea vidă este elementul neutru pentru operația de reuniune. Adică A ∪ ∅ = A pentru orice mulțime A. Acest lucru rezultă din fapte analoage despre disjuncția logică.
Deoarece mulțimile cu uniuni și intersecții formează o algebră booleană, intersecția este distributivă pe reuniune
{\displaystyle A\cap (B\cup C)=(A\cap B)\cup (A\cap C)}
iar reuniunea este distributivă pe intersecție
{\displaystyle A\cup (B\cap C)=(A\cup B)\cap (A\cup C)} .
În cadrul unei mulțimi universale date, reuniunea poate fi scrisă în termeni de operații de intersecție și complement ca
{\displaystyle A\cup B=\left(A^{C}\cap B^{C}\right)^{C}}
unde exponentul C indică complementul față de mulțimea universală.
Reuniunea unei mulțimi cu ea însăși este idempotentă:
{\displaystyle A\cup A=A}

## Reuniuni finite
Se poate face reuniunea mai multor mulțimi simultan. De exemplu, reuniunea a trei mulțimi A, B și C conține toate elementele lui A, toate elementele lui B, toate elementele lui C și nimic altceva. Astfel, x este un element al A ∪ B ∪ C dacă și numai dacă x este în cel puțin una dintre mulțimile A, B sau C.
O reuniune finită este reuniunea unui număr finit de mulțimi; fraza nu implică faptul ca reuniunea să fie o mulțime finită.

## Reuniuni de mulțimi disjuncte
Orice mulțime se poate scrie ca reuniune a unor mulțimi disjuncte două câte două, acestea formând partiții ale mulțimii respective. Mai departe acest rezultat este încorporat în teoria probabilităților, de exemplu în teorema lui Bayes.

## Reuniuni arbitrare
Noțiunea cea mai generală este reuniunea unei colecții arbitrare de mulțimi. Dacă M este o mulțime sau o clasă ale cărei elemente sunt mulțimi, atunci x este un element al reuniunii lui M dacă și numai dacă există cel puțin un element A al lui M astfel încât x să fie un element al lui A. În simboluri:
{\displaystyle x\in \bigcup \mathbf {M} \iff \exists A\in \mathbf {M} ,\ x\in A.}
Această idee rezumă secțiunile precedente — de exemplu A ∪ B ∪ C este reuniunea colecției {A, B, C}. De asemenea, dacă M este colecția vidă, atunci reuniunea lui M este o mulțime vidă.

### Notații
Notația pentru conceptul general poate varia considerabil. Pentru o reuniune finită de mulțimi {\displaystyle S_{1},S_{2},S_{3},\dots ,S_{n}} unii scriu adesea {\displaystyle S_{1}\cup S_{2}\cup S_{3}\cup \dots \cup S_{n}} sau {\displaystyle \bigcup _{i=1}^{n}S_{i}}. Diferite notații întâlnite pentru reuniunile arbitrare sunt {\displaystyle \bigcup \mathbf {M} }, {\displaystyle \bigcup _{A\in \mathbf {M} }A} și {\displaystyle \bigcup _{i\in I}A_{i}}. Ultima dintre aceste notații se referă la reuniunea colecției {\displaystyle \left\{A_{i}:i\in I\right\}}, unde I este o mulțime de indici și {\displaystyle A_{i}} este câte o mulțime pentru fiecare {\displaystyle i\in I}. În cazul în care mulțimea de indici I este mulțimea numerelor naturale se folosește notația {\displaystyle \bigcup _{i=1}^{\infty }A_{i}}, care este analoagă cu cea a sumei infinite a unei serii.
Când simbolul "∪" este plasat în fața altor simboluri (în loc să fie între ele), de obicei simbolul este mare.

## Codurile notației
În Unicode, reuniunea este reprezentată de caracterul 'UNION' (U+222A). În TeX, {\displaystyle \cup } este generat din \cup.